# Radosław Mącik
Radosław Mącik (ur. 13 maja 1972) – polski ekonomista, doktor habilitowany nauk ekonomicznych, profesor Uniwersytetu Marii Curie-Skłodowskiej w Lublinie.

## Życiorys
W 1996 ukończył ekonomikę i organizację przedsiębiorstw na Wydziale Ekonomicznym UMCS, broniąc pracę dyplomową „Instrumenty rynku pieniężnego”. Stopień doktora nauk ekonomicznych uzyskał tamże w 2003 na podstawie pracy pt. „Wykorzystanie Internetu jako źródła informacji marketingowej przedsiębiorstw” (promotorka – Genowefa Sobczyk). Stopień doktora habilitowanego nauk ekonomicznych uzyskał w 2014 w oparciu o pracę pt. „Technologie informacyjne i telekomunikacyjne jako moderator procesów podejmowania decyzji zakupowych przez konsumentów”.
Od 1996 zatrudniony na Wydziale Ekonomicznym UMCS, początkowo w Zakładzie Ekonomiki Przedsiębiorstwa i Marketingu, później w Zakładzie Marketingu, Katedrze Marketingu, Zakładzie Badań Marketingowych, a obecnie Katedrze Metod Badawczych Zarządzania. W latach 2016–2019 był prodziekanem ds. Badań Naukowych i Współpracy Międzynarodowej na Wydziale Ekonomicznym UMCS. W latach 2017–2019 był kierownikiem Zakładu Badań Marketingowych, a w latach 2019–2020 był dziekanem Wydziału Ekonomicznego UMCS. Od 2019 jest kierownikiem Katedry Metod Badawczych Zarządzania. Od stycznia do czerwca 2001 przebywał na stażu badawczym na University of Massachusetts Amherst.

## Nagrody i wyróżnienia
- Nagrody Rektora UMCS: 2007, 2008, 2012, 2014
- Brązowy Medal za Długoletnią Służbę (2014)
- Medal Komisji Edukacji Narodowej (2018)